# Parecclésion

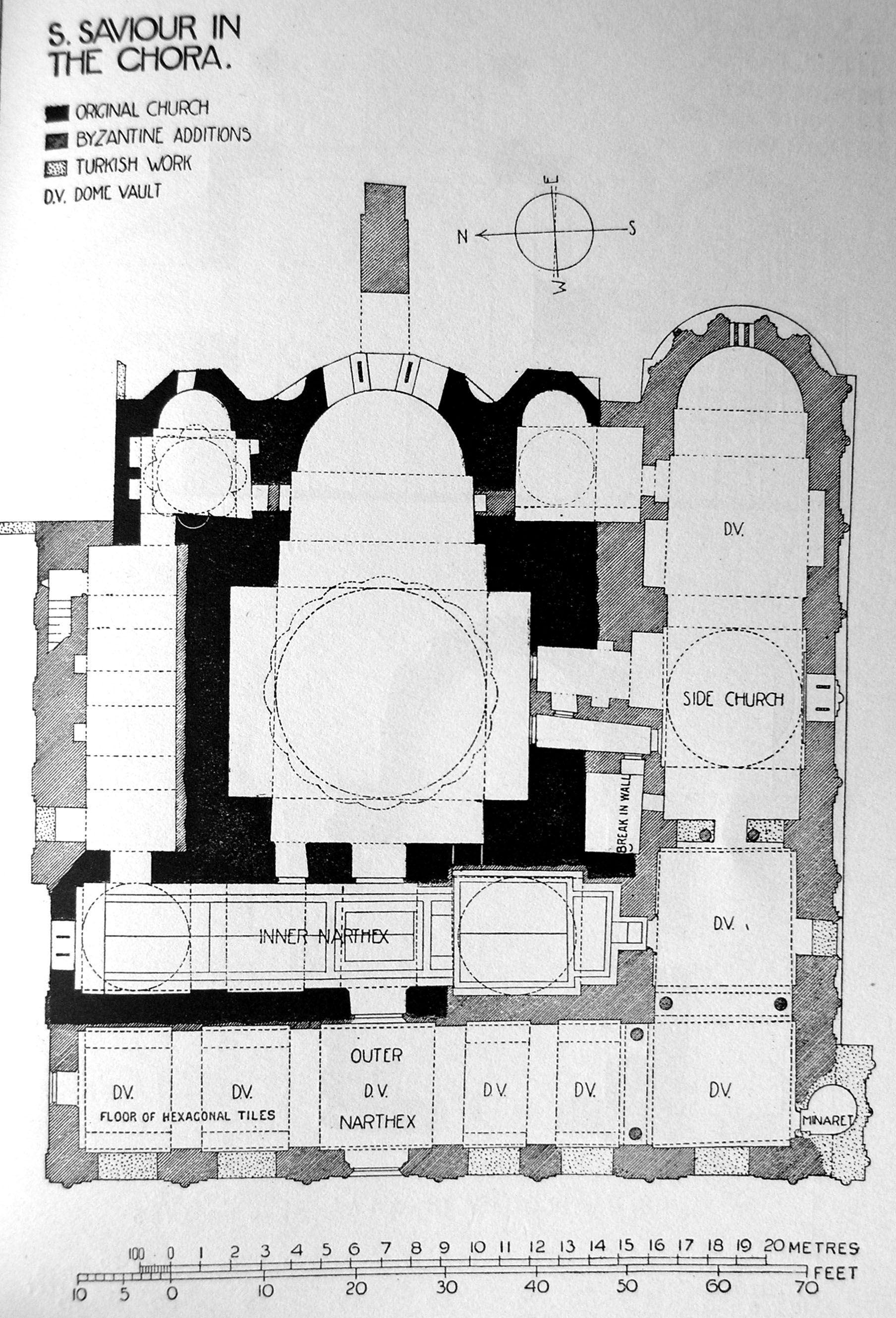
Plan de l’église Saint-Sauveur-in-Chora : le parecclésion se trouve sur la droite du narthex.

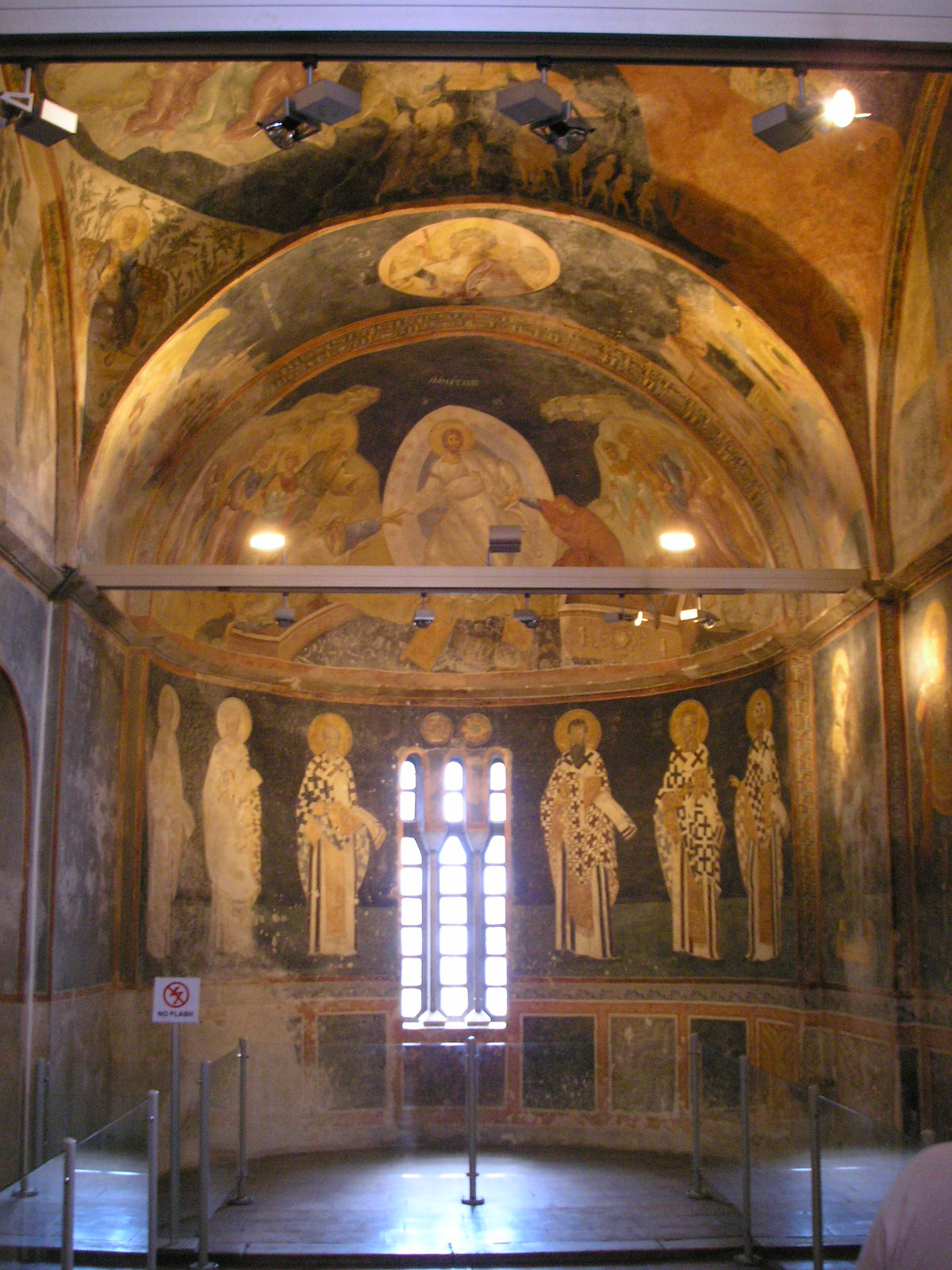
Le parecclésion de l’église Saint-Sauveur-in-Chora.

Un parecclésion (en grec : παρεκκλήσιον / parekklesion « chapelle ») est un type de chapelle latérale que l’on trouve dans l’architecture des églises byzantines. Apparues dans l’architecture religieuse aux IVe siècle-Ve siècle, ces chapelles pouvaient servir à diverses fins et ne suivaient pas un modèle défini. Entre le Xe siècle et le XIIe siècle, on vit se multiplier leur nombre ; ces chapelles étaient intégrées au plan général de l’église et disposées par paires de façon symétrique. Ce caractère géométrique fut cependant abandonné du XIIIe siècle au XVe siècle, alors que les parekklesia ne furent plus que de larges pièces rattachées aux côtés d’églises existantes.  Elles furent souvent utilisées comme chapelles funéraires pour la sépulture des membres d’une famille ou la commémoration de leurs défunts.

## Église Saint-Sauveur-in-Chora
Situé sur la droite du narthex ou vestibule intérieur, le parecclésion était utilisé comme chapelle funéraire. Il est couronné par le deuxième plus important dôme de l’église (4,5 m de diamètre) et un passage intérieur permet d’accéder directement au naos ou nef de l’église. Il est décoré de fresques. Comme plusieurs autres églises, celle-ci fut dotée de plusieurs additions au cours des siècles si bien que les murs nord et sud du parekklesion ne sont pas symétriques,. 

## Église Pammakaristos
Le parecclésion de l’église Pammakaristos, église construite probablement au XIe siècle comme monastère, servit également de chapelle funéraire. Il fut érigé par Maria, veuve de Michel Tarchaneiotes Glabas décédé vers 1305. Dédié au Verbe de Dieu (« Christos ho Logos », ce terme désignant dans la théologie orientale orthodoxe la seconde personne de la sainte Trinité) , son architecture est celle d’une église à croix inscrite à cinq dômes, le dôme central du parecclésion représentant le Christ Pantocrator entouré des prophètes de l’Ancien Testament .

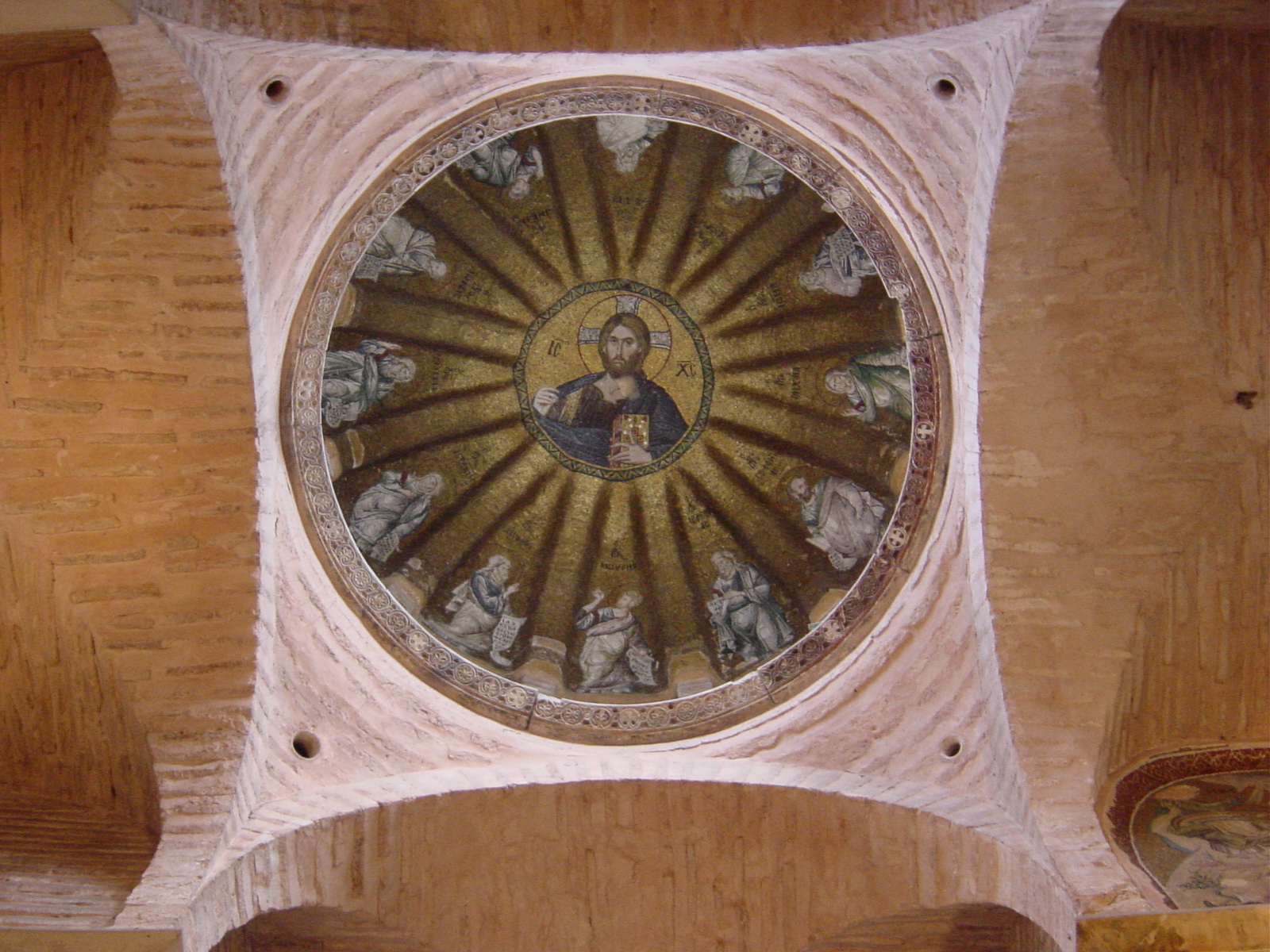
Le dôme central du parecclésion de Pammakaristos représentant le Christ Pantocrator entouré des prophètes de l’Ancien Testament.

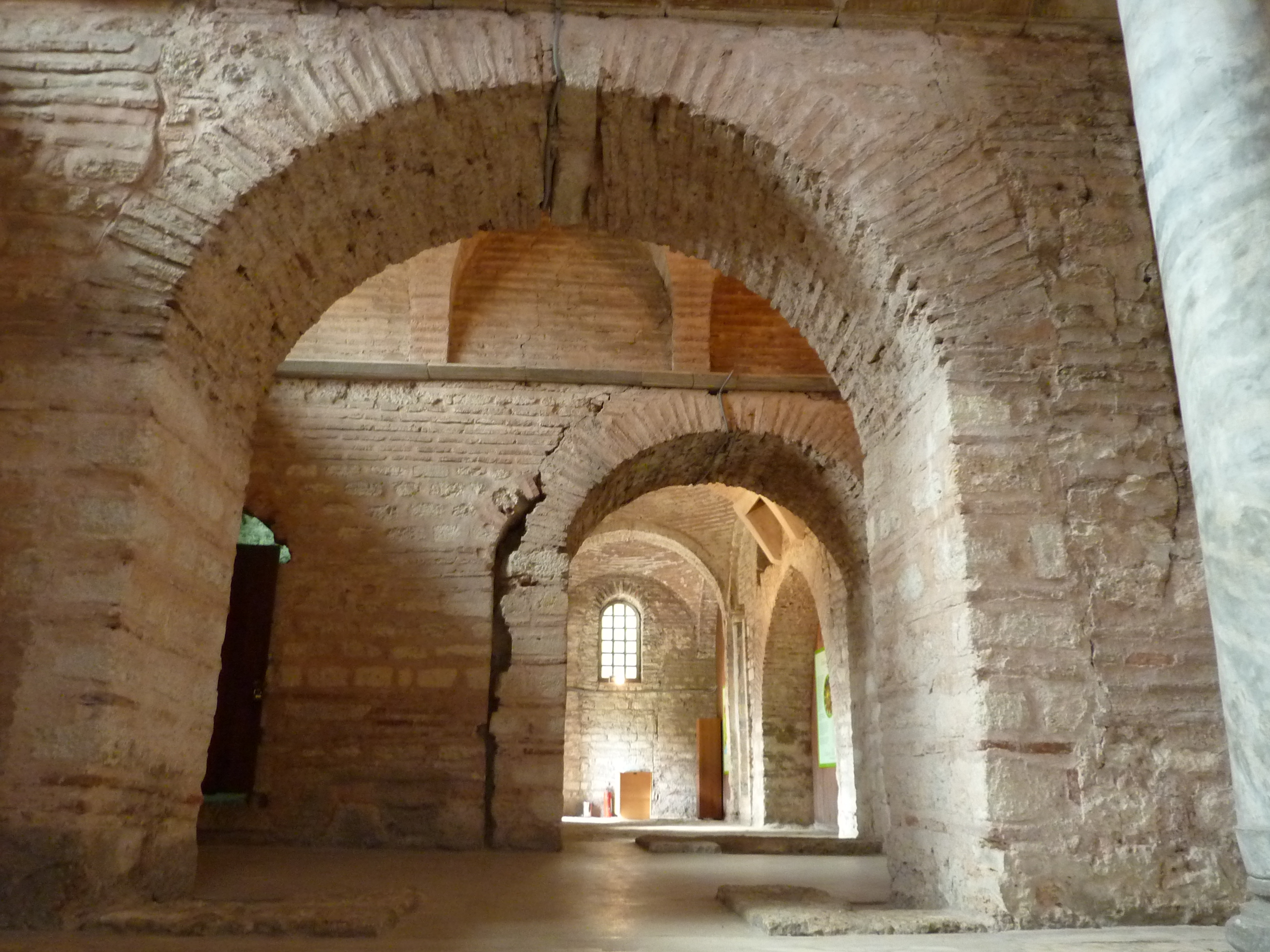
Intérieur du parecclésion de l'église Pammakaristos.